# Veilchenblauer Wurzelhalsschnellkäfer
Der Veilchenblaue Wurzelhalsschnellkäfer (Limoniscus violaceus) ist ein Käfer aus der Familie der Schnellkäfer (Elateridae).

## Merkmale

### Käfer
Die Länge des hauptsächlich dämmerungs-, wenn nicht gar nachtaktiven Veilchenblauen Wurzelhalsschnellkäfers beträgt zehn bis zwölf Millimeter. Die schwarzen Flügeldecken weisen eine erhabene Naht auf und haben einen Blauschimmer. Aufgrund dieses Blauschimmers besteht kaum Verwechslungsgefahr mit anderen Schnellkäferarten.

### Larven
Die bei Schnellkäfern Drahtwürmer genannten Larven sind Allesfresser. Zu ihren Feinden zählen Echte Laufkäfer (Carabus) und Fliegentöterpilzartige (Entomophthorales). Wenn bedroht, können die Larven ein Toxin an ihrem Kiefer absondern. Die Farbe der Larven ist goldgelb mit einer Art Seidenglanz. Das neunte Abdominalsegment ist lohfarben. Die kleinen Stacheln („Spinules“) der Thorakalbeine sind in dichterer Anordnung als bei den Larven des Rotbauchigen Laubschnellkäfers (Athous haemorrhoidalis). Die Tergite (Rückenplatten) von ausgewachsenen Larven sind eher dicht und regelmäßig körnig, was die Larven von Schnellkäferlarven der Gattungen Athous und Hemicrepidius  unterscheidet. Das abschließende neunte Segment weist zwei Verlängerungen auf, die Urogomphi, die bei Drahtwürmern des Veilchenblauen Wurzelhalsschnellkäfers regelmäßig körnig sind und leicht angeschwollen wirken. An Form und Oberflächenstruktur der Urogomphi kann man die Larven von anderen Schnellkäferarten wie dem Rotbauchigen Laubschnellkäfer (Athous haemorrhoidalis), Athous campyloides, Hemicrepidius hirtus und dem Zahnhalsigen Schnellkäfer (Denticollis linearis) unterscheiden, die im selben Baum vorkommen können.

## Verbreitung und Vorkommen
Die Art kommt in Europa vor, jedoch nicht im äußersten Norden und Süden. In Dänemark gilt die Art als ausgestorben, da sie dort zuletzt Anfang des 20. Jahrhunderts nachgewiesen wurde. Das Typusexemplar wurde um 1800 vom Odenbacher Pfarrer Philipp Wilbrand Jacob Müller nach einem beim pfälzischen Meisenheim entdeckten Exemplar beschrieben.
Als so genanntes Urwaldrelikt besiedelt der Käfer alte Bestände von Laubholz, zum Beispiel Gemeine Eschen und Rotbuchen in England (mit Blütenbesuchen von beispielsweise dem Eingriffeligen Weißdorn), Zerreichen, Linden, Eschen und Ahornen in Ungarn sowie Buchen und selten Eichen in Frankreich. Das Gesamtareal in Europa, auf dem Veilchenblaue Wurzelhalsschnellkäfer vorkommen, wird auf weniger als 500 km² geschätzt.
Ein einziger fossiler Nachweis stammt aus einer gallorömischen Grabung im nordfranzösischen Département Calvados, die auf circa 150 AD datiert ist, wo der Veilchenblaue Wurzelhalsschnellkäfer gemeinsam mit dem Stolperkäfer (Valgus hemipterus) entdeckt wurde.
Die Larve ist auf denjenigen dunklen Mulm angewiesen, der sich bei lebenden Bäumen zum Beispiel durch Pilzbefall, Rüsselkäfer der Gattung Rhyncolus, den Weidenbock (Rhamnusium bicolor) und Ameisen dort herausbildet, wo Stammhöhlen den Erdboden berühren. Diese recht seltenen Gegebenheiten schränken das potenzielle Vorkommen von Habitaten stark ein und entsprechend limitiert und fragmentiert ist die Verbreitung. Für die Art spielt es keine Rolle, ob der Baum in alten Waldbeständen zu finden ist oder auf kultiviertem Land mit Baumstümpfen mit Stockausschlag. Bevorzugt wird aber Mulm mit einer bestimmten, gleich bleibenden Feuchtigkeit (eher feucht) und einer bestimmten, ebenfalls gleich bleibenden Temperatur (eher warm). Die Verpuppung erfolgt von August bis September, Paarung und Eiablage wurde in England von April bis Juni beobachtet, in Polen gegen Ende April/Anfang Mai. Die Larvalentwicklung erstreckt sich über einen Zeitraum von zwei Jahren.

## Gefährdung und Schutz
Die International Union for Conservation of Nature and Natural Resources (IUCN) schätzt den Bestand als stark gefährdet („endangered“) ein.
Der Käfer ist als „Art von gemeinschaftlichem Interesse“ im Anhang II der Fauna-Flora-Habitat-Richtlinie der Europäischen Union aufgeführt. Damit sind die Mitgliedsstaaten verpflichtet, zu ihrem Erhalt Maßnahmenprogramme aufzustellen und besondere Schutzgebiete im Rahmen von Natura 2000 auszuweisen. Die Art kommt im Schutzgebiet „Serriger Bachtal und Leuk und Saar“ (FFH-Gebiet 6405-303) in Rheinland-Pfalz und in fünf Waldgebieten in Hessen vor. Insgesamt soll es in Deutschland nur noch etwa zehn Fundorte der Art geben, in England drei.

## Synonyme
Bis zur Benennung der Gattung als Limoniscus 1905 durch den österreichischen Entomologen Edmund Reitter wurde die Art in der wissenschaftlichen Literatur als Limonius violaceus bezeichnet.